# Mikheil Saakashvili
Mikheil Saakashvili (tiếng Gruzia: მიხეილ სააკაშვილი, phiên âm tiếng Việt: Mi-kha-in Xa-a-xvi-li) (sinh ngày 21 tháng 12 năm 1967) là một nhà chính trị nổi tiếng người Gruzia, đồng thời là công dân và nhà chính trị Ukraina.
Ông từng là tổng thống thứ ba của Gruzia trong hai nhiệm kỳ liên tiếp từ ngày 25 tháng 1 năm 2004 đến 17 tháng 11 năm 2013 khi lên thay Nino Burjanadze. Saakashvili đã được bầu (một cách chính thức) để thay thể tổng thống Eduard Shevardnadze, người đã ra đi trong cuộc Cách mạng Hoa hồng không đổ máu năm 2003 tại Gruzia, do Saakashvili lãnh đạo cùng với các đồng minh chính trị lớn của ông là Burjanadze và Zurab Zhvania.
Một số nguồn không phải bằng tiếng Gruzia đọc tên ông thông qua tiếng Nga là Mikhail. Ở Gruzia, ông thường được gọi là "Misha," một dạng tên gọi âu yếm của Mikheil. Nó cũng được chuyển tự là Mixeil Saakašvili.
Sự cố nổi tiếng về việc Saakashvili nhai cà vạt  thường xuyên bị các phương tiện truyền thông và dư luận lôi ra chế giễu.
Ông kết hôn với Sandra E. Roelofs, một người có gốc Hà Lan và họ có với nhau hai con trai: Eduard và Nikoloz. Người ta cho biết ông thông thạo vài ngôn ngữ, bao gồm tiếng Gruzia, tiếng Anh, tiếng Pháp, tiếng Nga và tiếng Ukraina.
Trong cuộc bầu cử quốc hội tháng 10 năm 2013, Saakashvili đã thất bại và kết thúc nhiệm kỳ của mình vào tháng 11 năm 2013 . Sau đó Saakashvili rời Gruzia, bị chính phủ mới của nước này truy tố về những cáo buộc hình sự gồm biển thủ công quỹ và lạm quyền, mà ông phủ nhận là có động cơ chính trị . Ông làm giáo sư giảng dạy cho Đại học Tufts, bang Massachusetts, Hoa Kỳ, và không bị nước này dẫn độ vì giữa hai nước không có hiệp định dẫn độ.
Vào tháng 10 năm 2021, Mikheil Saakashvili, bị bắt sau khi trở về nước bất hợp pháp, sau khi sống lưu vong bên ngoài Gruzia từ năm 2013. Một cử chỉ được anh giải thích là sẵn sàng chiến đấu bên cạnh đồng bào của mình trong nước.

## Chiến tranh Nam Ossetia 2008
Nga đưa xe tăng và binh sĩ vào Gruzia sau khi Gruzia tìm cách trấn áp lực lượng ly khai tại Nam Ossetia. Giao tranh cũng xảy ra trong vùng Abkhazia. Cả hai vùng này đều có hầu hết cư dân ủng hộ Nga. Saakashvili và Tổng thống Nga Dmitry Medvedev ký một kế hoạch hòa bình được Liên minh châu Âu thương lượng và giữ vai trò trung gian. Theo đó, quân đội của đôi bên cần trở về vị trí trước khi xảy ra chiến tranh vào ngày 7 tháng 8.

## Hoạt động tại Ukraina
Vào tháng 2 năm 2015 tổng thống Ukraina Poroshenko cho biết, ông đã chọn Saakashvili làm cố vấn cho chính phủ, làm người đứng đầu Hội đồng Tư vấn quốc tế về cải cách (IACR), một cơ quan quy tụ các chuyên gia nước ngoài có nhiệm vụ tư vấn cũng như đưa ra các đề xuất và kiến nghị để thực hiện công cuộc cải cách kinh tế - chính trị ở Ukraine. Saakashvili cố vấn Ukraina trong việc cải tổ quốc gia và động viên sự giúp đỡ quốc tế cho nước này .
M. Saakashvili được nhập quốc tịch Ukraina. Tháng 12/2015 Tổng thống Gruzia ký lệnh xóa bỏ vĩnh viễn quyền công dân của M. Saakashvili, theo luật 1 quốc tịch của nước này .
Từ tháng 5/2015 đến tháng 11/2016 ông là Thống đốc vùng Odessa Oblast. Tháng 11/2016 ông từ chức, với tố cáo chính quyền là tham nhũng, và dự định thành lập một đảng chính trị mới ở Ukraina gọi là "Phong trào Lực lượng mới" (tiếng Ukraina: Рух нових сил, Rukh Novykh Syl, tiếng Anh: Movement of New Forces). Những hoạt động này dẫn đến đích thân tổng thống Ukraina Poroshenko tháng 7/2017 ký lệnh hủy bỏ quốc tịch Ukraina đối với ông Saakashvili, khi đó đang ở Hoa Kỳ, vì đã "cung cấp thông tin cá nhân gian dối để có quốc tịch Ukraina" .
Mikheil Saakashvili trở thành người không quốc tịch, tuy nhiên vẫn tự cho là công dân Ukraina. Ngày 10/09/2017 Saakashvili từ Ba Lan nhập cảnh qua biên giới, tạo ra một sự cố hành pháp. Tại cửa khẩu Krakovets (Yavoriv, tỉnh Lviv) lính biên phòng Ukraina ngăn chặn, nhưng những người ủng hộ đã xô đẩy lính và đưa được Saakashvili vào đất Ukraina .
Ngày 5/12/2017 Viện tổng Công tố Ukraina đã truy tố và bắt giữ Mikheil Saakashvili với tội danh tiếp tay cho tổ chức tội phạm. Tuy nhiên những người ủng hộ "Phong trào Lực lượng mới" đã vây và phá xe của lực lượng đặc nhiệm SBU để giải phóng thủ lĩnh của mình . Đến thứ Sáu 8/12/2017 Mikheil Saakashvili bị bắt lại tại Kiev trong một cuộc đột kích của cảnh sát đêm khuya vào một căn hộ mà ông đã trốn sau khi thoát khỏi nhà tù .
Ngày 12/02/2018 Cơ quan Biên giới Ucraina trục xuất Saakashvili sang Ba Lan, với tuyên bố là "Người này có mặt trái phép trên lãnh thổ Ucraina và do đó, phù hợp với tất cả các thủ tục pháp lý, ông ta đã trở lại đất nước từ nơi ông ta đến". Saakashvili sau đó đã bị cấm vào Ukraine cho đến năm 2021 . Saakashvili tuyên bố rằng các vệ sĩ Gruzia và những người ủng hộ ông đã bị bắt cóc, tra tấn và trục xuất đến Gruzia . Ngày 14 tháng 2 năm 2018 Saakashvili xuất hiện ở Hà Lan, sau khi được phép ở lại đó . Ông ta đã được cấp ID Hà Lan và trong tương lai gần sẽ ở lại đó.
Ngày 29/05/2019 ông trở về Ukraina sau khi Tổng thống mới Volodymyr Zelensky khôi phục quyền công dân cho ông.